# نیو هووکا (میسیسیپی)
نیو هووکا (به انگلیسی: New Houlka) شهرکی در ایالت میسیسیپی کشور ایالات متحده آمریکا است که جمعیت آن در سرشماری سال ۲۰۱۰ میلادی، ۶۲۶
نفر بوده‌است.